# Война с эму
«Война с эму» (англ. Emu war) — операция по истреблению эму, осуществлённая в ноябре-декабре 1932 года вооружёнными силами Австралии. Причиной операции стали массовые жалобы фермеров по поводу колоссального (несколько десятков тысяч) числа эму, атаковавших посевы пшеницы в округе Кэмпион, Западная Австралия. Для уничтожения птиц использовалось несколько солдат, вооружённых пулемётами, что и дало прессе возможность назвать этот инцидент «Войной с эму».

## Предыстория
После Первой мировой войны большое количество бывших военнослужащих Австралии и переселившихся туда британских ветеранов начали вести хозяйство в Западной Австралии, часто в отдалённых районах, основав там сельскохозяйственные фермы и начав выращивать пшеницу. С началом Великой депрессии в 1929 году австралийским правительством этим фермерам было предложено увеличить площади посевов пшеницы, а также было дано обещание от правительства — в итоге так и не выполненное — о помощи им субсидиями. Несмотря на рекомендации и обещание субсидий, цены на пшеницу продолжали падать, и к октябрю 1932 вопрос встал особенно остро; фермеры начали готовиться к уборке урожая, одновременно угрожая отказать в поставках пшеницы.
Трудности, стоящие перед фермерами, выросли ещё больше ввиду миграции в регион около 20 000 эму. Эму регулярно мигрируют после сезона размножения, направляясь к побережью из внутренних регионов Австралии. Ввиду появления там расчищенной земли и дополнительного водоснабжения, созданного для снабжения скота фермерами Западной Австралии, эму расценили обрабатываемые земли как хорошие места для обитания и начали набеги на территории ферм — в частности, на сельскохозяйственные угодья в отдалённых землях около Кэмпиона и Валгулана. Эму поедали и портили посевы, также оставляя большие дыры в ломаемых ими заборах, через которые туда могли проникать кролики, усугублявшие потери урожая.
Фермеры донесли свои опасения по поводу опасности набегов птиц, опустошающих их поля, и депутация бывших солдат была послана, чтобы встретиться с министром обороны, Джорджем Пирсом. Отслужившие во время Первой мировой войны солдаты-поселенцы были хорошо осведомлены об эффективности пулемётов и просили использовать это оружие в борьбе с эму. Министр с готовностью согласился, хотя и с рядом условий. Так, оружие, которое будет использоваться военными, и весь их транспорт должны были финансироваться правительством Западной Австралии, равно как фермеры должны были сами обеспечивать своё питание, проживание, оплату боеприпасов. Пирс также поддержал задействование армейских подразделений по той причине, что отстрел птиц был бы хорошей практикой стрельбы, хотя он также утверждал, что кое-кто в правительстве, возможно, рассматривал это как способ привлечь внимание к фермерам Западной Австралии с целью помощи им, и для достижения этой цели был даже приглашён кинооператор студии Fox Movietone, который должен был снимать это событие.

## Война

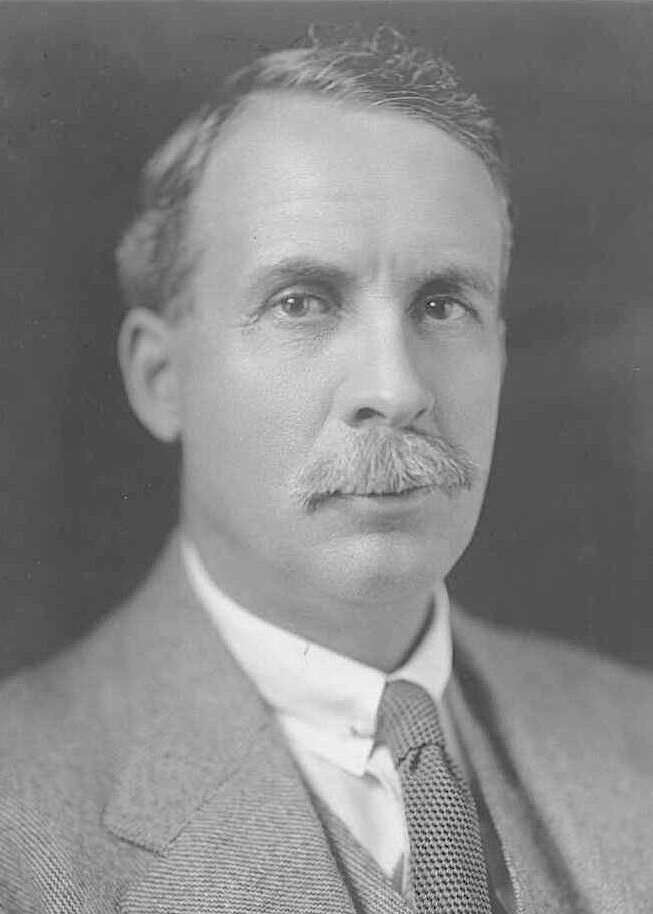
Министр Джордж Пирс, который приказал солдатам уничтожать эму. Позже в парламенте он был назван «министром обороны от эму».

«Боевые действия» должны были начаться в октябре 1932 года. «Война» велась под командованием майора Мередита из седьмой тяжёлой батареи Королевских Австралийских сил артиллерии: Мередит командовал двумя солдатами, вооружёнными двумя пулемётами Льюиса и 10 000 патронами. Операция, однако, была отложена из-за периода осадков, что заставило эму рассеяться по более широкой площади. Дождь кончился 2 ноября 1932 года, и в этот момент войска были размещены с приказом, чтобы помочь фермерам и, по мнению автора одного из газетных репортажей, собрать 100 шкур эму, так как их перья могли быть использованы для изготовления шляп для солдат австралийской лёгкой кавалерии.

### Первая атака
2 ноября солдаты прибыли в Кэмпион, где были замечены около 50 эму. Поскольку птицы были вне досягаемости пулемётов, местные поселенцы попытались завлечь стаю эму в засаду, но птицы разделились на мелкие группы и бежали, так что в них было трудно прицелиться. Тем не менее, в то время как первая стрельба из пулемётов была неэффективной из-за дальнего диапазона целей, вторая очередь выстрелов позволила убить «некоторое количество» птиц. Позднее — в тот же день — была обнаружена небольшая стая эму и, возможно, десятки птиц были убиты.
Следующим важным событием было 4 ноября. Мередит устроил засаду возле местной дамбы, и более 1000 эму были замечены в направлении его позиции. На этот раз артиллеристы ждали, пока птицы подойдут близко, прежде чем открывать огонь. Пулемёт, тем не менее, вышел из строя после убийства всего двенадцати птиц, и остальные разбежались до того, как могли бы быть убиты. В этот день других птиц замечено не было.
В последующие дни Мередит решил двигаться дальше на юг, где птицы «кажется, были довольно ручными», но имел лишь ограниченный успех, несмотря на его усилия. На одном из этапов Мередит даже зашёл так далеко, что установил один из пулемётов на грузовик, — ход, который оказался неэффективным, так как грузовик был не в состоянии угнаться за птицами, а езда была настолько грубой, что стрелок не мог сделать ни одного выстрела. К 8 ноября, через шесть дней после первого «боя», было истрачено 2500 патронов. Число убитых птиц неизвестно: один отчёт сообщает только о 50 птицах, но другие отчёты говорят о количестве в диапазоне от 200 до 500 — последняя цифра указывалась поселенцами. Официальный отчёт Мередита сообщал, помимо прочего, что его люди не понесли потерь.
8 ноября депутаты в австралийской Палате представителей обсуждали операцию. После негативного освещения событий в местных средствах массовой информации, которые говорили также о том, что «лишь несколько» эму было убито, Пирс отозвал военнослужащих и пулемёты с 8 ноября.
После отвода войск майор Мередит сравнил эму с зулусами и прокомментировал поразительную манёвренность эму, даже когда они тяжело ранены.

### Вторая атака
После ухода военных нападения эму на пшеничные поля продолжались. Фермеры снова попросили помощи, сославшись на жару и засуху, которая привела к вторжению тысяч эму на территорию их хозяйств. Джеймс Митчелл, премьер-министр Западной Австралии, организовал мощную поддержку возобновления военной помощи. Кроме того, доклад командира операции указывал, что около 300 эму было убито в начале операции.
Действуя в соответствии с просьбами фермеров и докладом командира операции, 12 ноября министр обороны выделил вооружённый отряд для возобновления усилий по уничтожению эму. Он защищал это решение в сенате, объясняя, почему солдаты были необходимы для борьбы с серьёзной сельскохозяйственной угрозой, которую представляло собой большое количество эму. Хотя военные согласились предоставить оружие правительству Западной Австралии в надежде на то, что они найдут нужных людей для его использования, Мередит был вновь отправлен на «поле боя» из-за явного отсутствия опытных пулемётчиков в государстве.
Приняв «битву» 13 ноября 1932 года, военные добились определённого успеха в течение первых двух дней, убив примерно 40 эму. Третий день, 15 ноября, оказался гораздо менее успешным, но ко 2 декабря пулемёты уничтожали около 100 эму в неделю. Мередит был отозван 10 декабря, и в своём докладе он утверждал, что совершено 986 убийств с 9860 очередями выстрелов, то есть для убийства каждого эму требовалось более 10 пуль (одна очередь — это больше одного выстрела). Кроме того, Мередит утверждал, что 2500 птиц погибло в результате ранений, которые они получили.

## Последствия
Массовое уничтожение эму не решило проблем с ними. Фермеры региона вновь просили военной помощи в 1934, 1943 и 1948 годах, но их просьбы были отклонены правительством. Вместо этого активизировалась система «поощрений» за самостоятельное уничтожение эму, которая появилась ещё в 1923 году и получила развитие в сороковые, и она оказалась эффективной: 57 034 «поощрений» было получено в течение шести месяцев в 1934 году.

## Наследие
В 2019 году в Мельбурне драматург Симеон Йиалелоглоу и композитор Джеймс Корт подготовили музыкальную адаптацию этой истории. Премьера комедийного фильма под названием «Война эму» состоялась на фестивале Monster Fest 22 октября 2023 года. Ещё один комедийный фильм, пересказывающий события, сценарий для которого написан Джоном Клизом, Монти Франклином, Робом Шнайдером, Камиллой Клиз и Джимом Джеффрисом, планируется начать снимать в 2023 или 2024 году.